# Jorge Carrasco (calciatore 1982)
Jorge Antonio Carrasco Chirino (Santiago del Cile, 1º febbraio 1982) è un ex calciatore cileno, di ruolo difensore.